# Penpa Tsering
Ne doit pas être confondu avec Pemba Tsering.
Penpa Tsering (tibétain : སྤེན་པ་ཚེ་རིང་, Wylie : spen pa tshe ring), né en 1967 à Bylakuppe, est un homme politique tibétain. Il est président du Parlement tibétain en exil de 2008 à 2016. Il est le deuxième sikyong (président) démocratiquement élu de l'administration centrale tibétaine (gouvernement tibétain en exil) après la retraite politique en 2011 du 14e dalaï-lama.

## Biographie

### Jeunesse et formation
Les parents de Penpa Tsering se sont exilés en Inde après la fuite du dalaï-lama en 1959. Son père est originaire de Nangra en Amdo et sa mère de Shigatsé. Ils sont fermiers dans la colonie de réhabilitation tibétaine du sud de l'Inde de Bylakuppe dans le Karnataka. Né en 1967, Penpa Tsering a deux frères et six sœurs.
Il commence ses études à l'École centrale pour les Tibétains dans sa ville natale, dont il est diplômé avec les honneurs. Il étudie ensuite l'économie au Madras Christian College à Chennai. Pendant cette période, il travaille à temps partiel dans un restaurant pour soutenir financièrement ses études.
Il gère ensuite un restaurant et une entreprise d'exportation.

### Vie politique

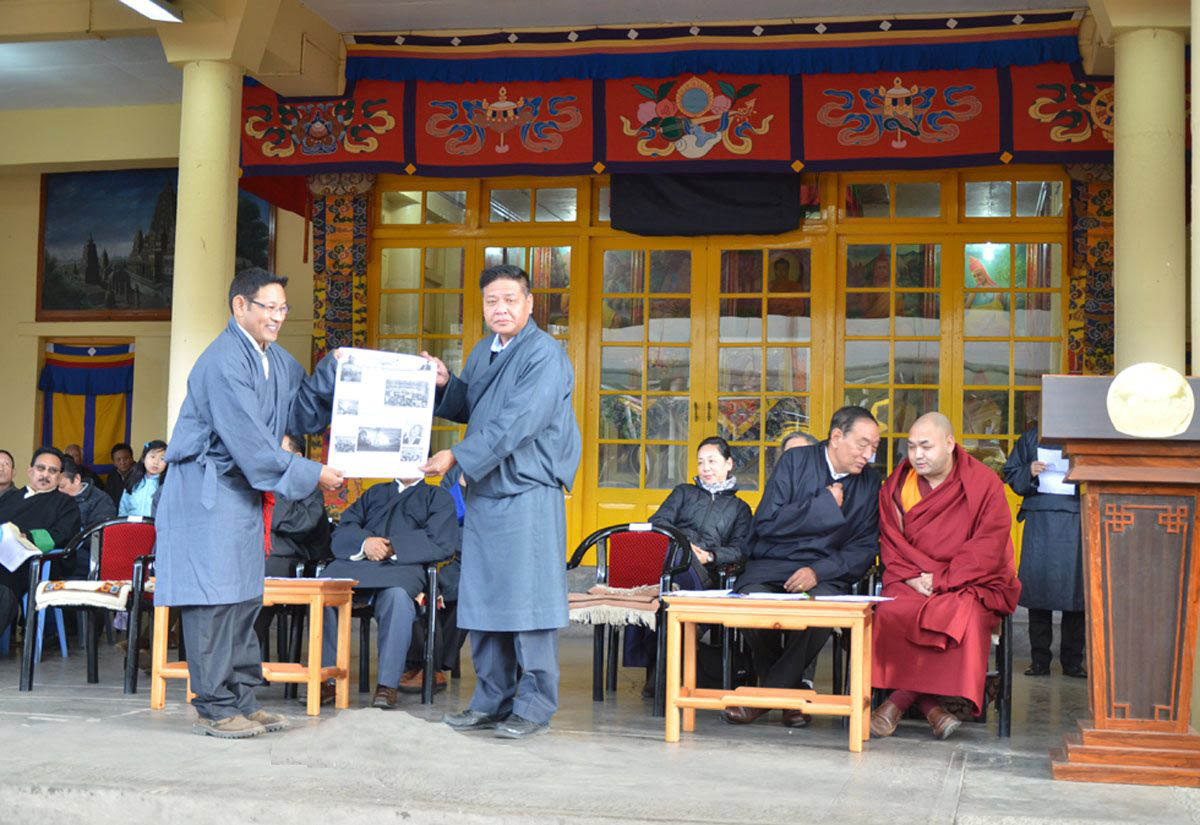
Penpa Tsering (debout au centre), lors du lancement du journal Tibet Post le 10 décembre 2012.

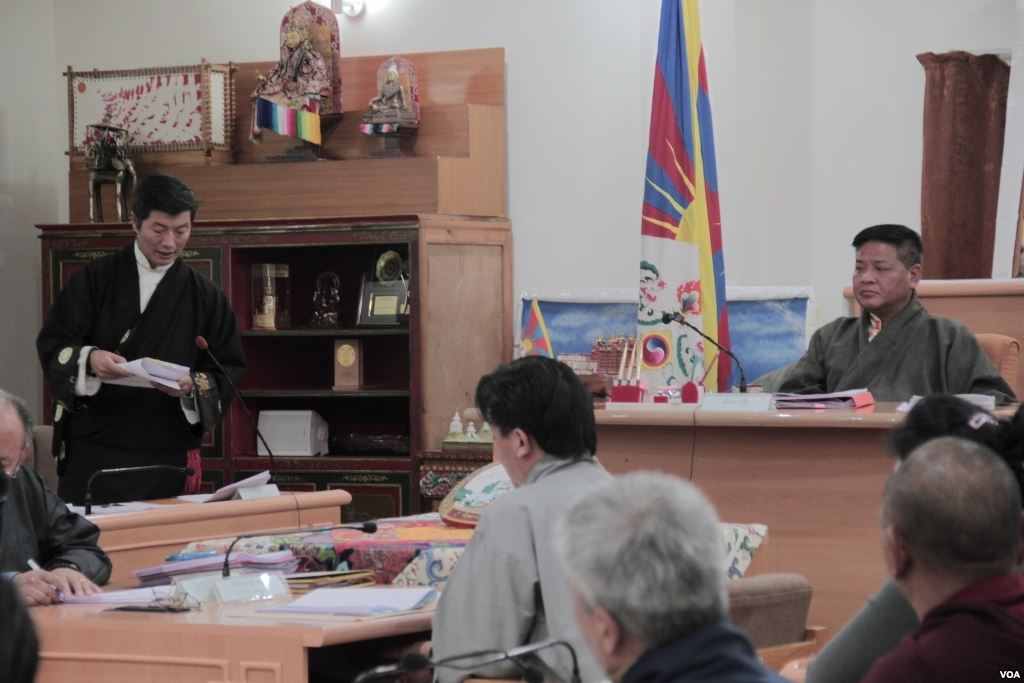
Une session du Parlement tibétain à Dharamsala en 2013. Penpa Tsering, président, est visible à droite ; Lobsang Sangay sur la gauche.

En 1996, il est élu au Parlement tibétain en exil pour la 12e législature où il représente l'Amdo. Il est réélu en 2006. Le 16 décembre 2008, il remplace Karma Chophel en tant que président du Parlement tibétain en exil pour la 14e législature.
Il fait partie de la liste des candidats lors de l'élection du Premier ministre tibétain de 2011.
Après la retraite politique du dalaï-lama en mars 2011, il est l'un des cinq membres du comité de rédaction d'amendement de la Constitution avec Thupten Lungrik, Dolma Gyari, Pema Jungney et Samdhong Rinpoché.
Lors des élections en 2011, il est réélu député.
Lors d'une visite en France, Penpa Tsering, dirigeant une délégation de cinq membres du Parlement tibétain en exil, est reçu au Sénat le 7 novembre 2013 par le groupe d'information internationale sur le Tibet, présidé par Jean-François Humbert.
Il est candidat à l'élection du président de l'administration centrale tibétaine de 2016, mais est battu au second tour par le sortant Lobsang Sangay.
Nommé représentant au bureau du Tibet de Washington DC en août 2016, Penpa Tsering est remplacé à son poste par Ngodup Tsering le 1er décembre 2017.
En juin 2019, un citoyen américain d'origine tibétaine, ayant le même nom que lui, est refoulé par les autorités népalaises à son arrivée à l'aéroport international de Katmandou, car Penpa Tséring serait sur la liste noire de Pékin. L'ambassade des États-Unis à Katmandou a demandé au gouvernement népalais des éclaircissements sur le refus d'entrée du citoyen américain.
En septembre 2020, Penpa Tsering annonce publiquement sa candidature à l'élection du président de l'administration tibétaine.

### Sikyong
Penpa Tsering devient l'un des deux favoris de la primaire du 8 janvier 2021. Le 11 avril suivant, il est élu face à Kaydor Aukatsang et prête serment le 27 mai.
Penpa Tsering déclare qu'avec le peuple tibétain, il continuera à travailler sans relâche avec les gouvernements, organisations et individus du monde entier pour la libération du panchen-lama Gedhun Choekyi Nyima et les autres prisonniers politiques tibétains ; « Nous n'accepterons aucune ingérence du gouvernement chinois dans les affaires religieuses du peuple tibétain, en particulier dans les questions liées à la réincarnation de l'actuel dalaï-lama »,.
Penpa Tsering a l'intention d'approcher le gouvernement chinois pour faciliter une visite du dalaï-lama en Chine, qui, si elle se réalise, constituerait une première depuis 1959.
Le département d'État des États-Unis et le ministère des Affaires étrangères de Taïwan félicitent Penpa Tsering pour son élection. Il reçoit également les félicitations du sénateur français André Gattolin, vice-président du groupe d'information internationale sur le Tibet.
Le 13 août 2021, le Kashag (Cabinet) dirigé par Penpa Tsering dissout le « groupe de travail sur le dialogue sino-tibétain », remplacé par un comité de planification stratégique comprenant quatre membres : Karma Rinchen, secrétaire du département de la sécurité, Karma Choeying, secrétaire des relations internationales, Dawa Tsering, directeur du Tibet Policy Institute et Tashi Gyatso, secrétaire du secrétariat du Kashag. Trois conseillers sont également nommés : les anciens ministres Dongchung Ngodup et Tenpa Tsering et l'ancien envoyé du dalaï-lama Kelsang Gyaltsen.
L'Alliance interparlementaire sur la Chine réunit le président de l'ACT Penpa Tsering, le ministre taïwanais des Affaires étrangères Joseph Wu, l'ancien législateur de Hong Kong Nathan Law et la militante ouïghoure Rahima Mahmut pour un contre-sommet au G20 à Rome le 29 octobre 2021.

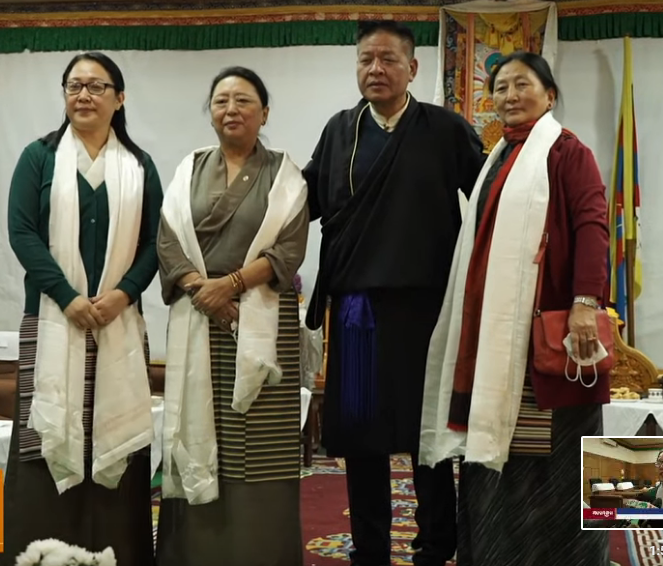
Norzin Dolma, Dolma Gyari, Penpa Tsering et Tharlam Dolma en 2021.

Pour la première fois dans l'administration centrale tibétaine, trois femmes, Tharlam Dolma, Dolma Gyari et Norzin Dolma, sont nommées au 16e kashag, le cabinet de Penpa Tsering, et prennent officiellement leurs fonctions après avoir prêté serment le 10 novembre 2021.
Penpa Tsering rencontre la coordonnatrice spéciale des États-Unis pour les questions tibétaines Uzra Zeya à Washington le 25 avril 2022, lors de la première d'une série de réunions visant à promouvoir les libertés au Tibet. Le 19 mai 2022, Penpa Tsering, Norzin Dolma et Namgyal Choedup sont présents lors d'une audiance d'Uzra Zeya à Dharamsala avec le 14e dalaï-lama. Le 9 juillet 2023, à New Delhi, Penpa Tsering, Norzin Dolma, et de Tencho Gyatso, présidente de la Campagne internationale pour le Tibet, participent à une rencontre d'une délégation américaine comprenant Donald Lu (en), secrétaire adjoint pour les affaires d'Asie du Sud et centrale, l'ambassadeur américain Eric Garcetti et l'administrateur adjoint adjoint de l'USAID, Anjali Kaur et Uzra Zeya avec le dalaï-lama.

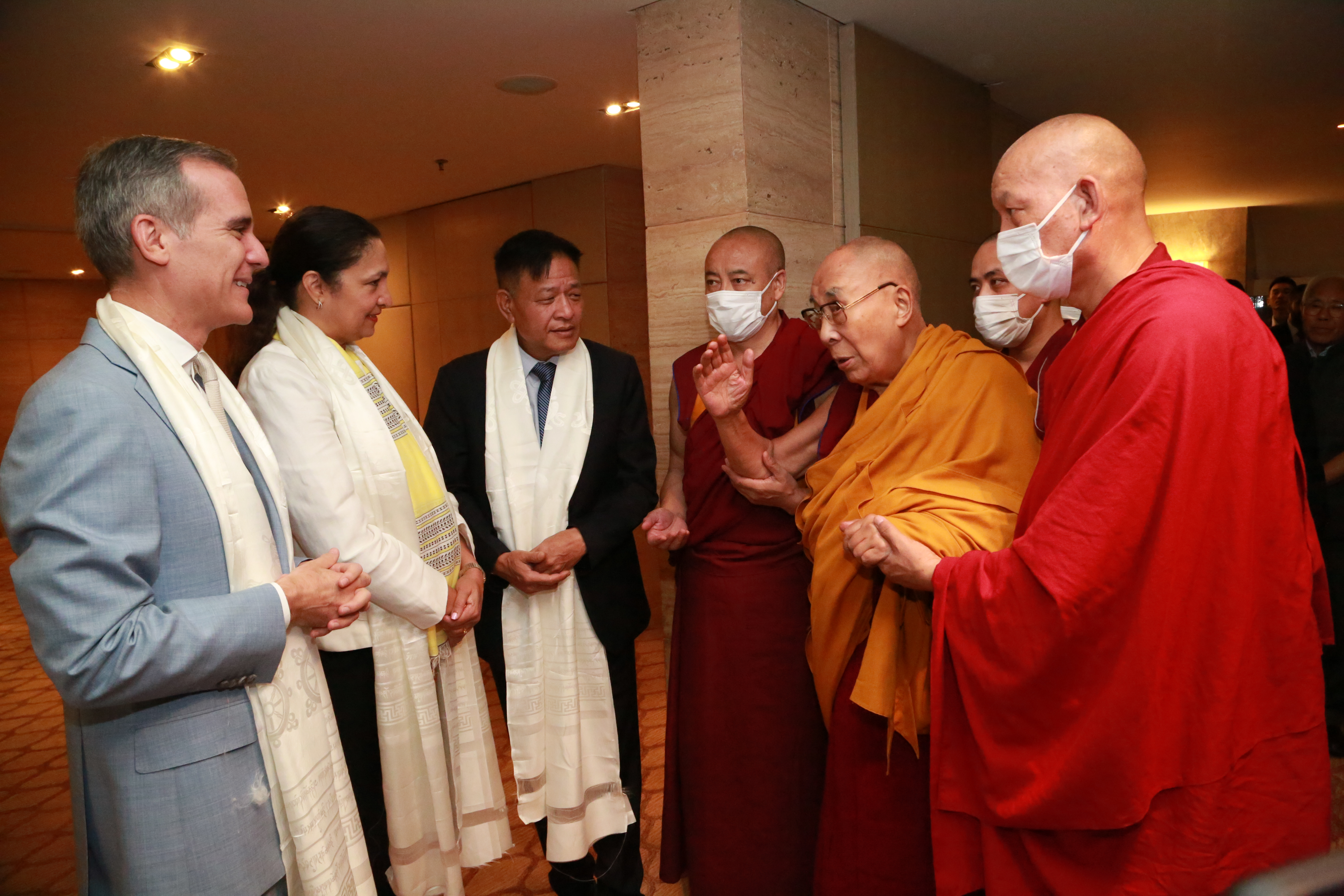
Eric Garcetti, Uzra Zeya, Penpa Tsering et le 14e dalaï-lama à New Delhi le 9 juillet 2023.

Le 5 mai 2023, Penpa Tsering révèle qu'un dialogue actif existe en coulisse entre les représentants tibétains et le gouvernement chinois. 
En décembre 2023, lors d'un déplacement en France à Paris, il indique que la situation au Tibet est mauvaise, mais personne dans le monde ne fait attention à des « révoltés qui prônent la non-violence ». Néanmoins il considère que « l'âme des Tibétains est toujours très en vie », c'est pourquoi « les Chinois continuent de nous étrangler ».
En janvier 2024, Penpa Tsering visite le Parlement estonien, où il participe à une audition sur le « statut juridique du Tibet », présidée par le député Juku-Kalle Raid (en), président du Groupe de soutien parlementaire au Tibet et membre de la Commission des affaires étrangères, avec la participation du professeur Hon-Shiang Lau, de Michael van Walt van Praag et de Sonam Tsering Frasi, représentant  du Bureau du Tibet à Londres. Après l'audience, l'ancien Premier ministre estonien, Mart Laar, a exprimé un message de soutien à la cause tibétaine.
Le 29 avril 2024, il réfute la déclaration du porte-parole du ministère chinois des Affaires étrangères, Wang Wenbin, concernant l'inexistence d'un dialogue en coulisses entre la Chine et le gouvernement tibétain en exil et précise : « Concernant l'engagement avec la Chine, même s'il y a effectivement des contacts, il serait irréaliste d'anticiper des progrès significatifs, surtout compte tenu de la politique régressive de Xi Jinping au Tibet ». 
Le 30 avril 2024, quelques jours avant de recevoir le président chinois Xi Jinping et à l’occasion de la remise de la Légion d’honneur à André Gattolin, le président de la République française Emmanuel Macron rencontre Penpa Tsering qui lui remet une photo dédicacée de sa rencontre avec le dalaï-lama en 2016,, François Wu assistant aussi à l'évènement,.
Les 14 et 15 octobre 2024, Penpa Tsering participe au Forum 2000 (en) à Prague aux côtés de l'ancienne présidente taïwanaise Tsai Ing-wen. Lors de sa conférence intitulée « L'avenir du Tibet ? », il souligne qu'un des buts de l'administration centrale tibétaine est de garantir que la succession du 14e dalaï-lama reste libre de toute ingérence chinoise.